# 다나오촌
다나오촌(種生村)은 일본 미에현 나가군에 설치되었던 촌이다. 현재의 이가시의 남동부에 해당한다.